# Чешњевек (Церкље на Горењскем)
Чешњевек (словен. Češnjevek) је насељено место у општини Церкље на Горењскем, Горењска регија, Словенија.

## Историја
До територијалне реорганизације у Словенији био је у саставу старе општине Крањ.

## Становништво
У попису становништва из 2011. године, Чешњевек је имао 149 становника.
| Број становника према пописима | Број становника према пописима | Број становника према пописима |
| ------------------------------ | ------------------------------ | ------------------------------ |
| 1991                           | 2002                           | 2011                           |
| 139                            | 147                            | 149                            |

Напомена: Године 2016. извршена је мања размена територије између насеља Адергас и Чешњевек.